# Takakuraji
 Takakuraji est une figure mythologique du Japon qui a joué un rôle dans l'expédition orientale de Jimmu. Takemikazuchi a confié son épée, Futsu-no-mitama, à l'entrepôt de Takakuraji. Celui-ci, instruit en rêve, a remis l'épée à Jimmu,,,,,,. Le texte du Kujiki précise que Takakuraji est le fils de Nigihayahi et il est également décrit comme le petit-fils de Furutama, l'arrière-petit-fils de Watatsumi, et l'ancêtre du clan Owari.

## Généalogie
Le document de généalogie du clan Amabe (海部氏系図, Amabe-shi Keizu), conservé au sanctuaire de Kono, date du début de la période Heian et est considéré comme le plus ancien arbre généalogique du Japon. Ce document, qui a été désigné trésor national en 1972, enregistre 82 générations descendant d'Amenohoakari, qui a servi comme kuni no miyatsuko (gouverneur provincial) de la province de Tanba avant que le clan ne se divise en branches de Tamba et de Tango.
Dans le Shinsen Shōjiroku, les descendants d'Amatsuhikone, Ame-no-hohi, Amanomichine, ainsi que ceux d'Amenohoakari sont regroupés sous le nom de Tenson-zoku (天孫族), descendant de Takamagahara (la Plaine du Haut Ciel) vers les provinces d'Owari et de Tanba. Ils sont considérés comme les ancêtres des clans Owari, Tsumori, Amabe, et Tanba. Beaucoup de ces clans ont assumé des rôles de kuni no miyatsuko,. Il est reconnu que la généalogie du clan Amabe (海部氏系図, Amabe-shi Keizu), qui enregistre ces quatre clans comme descendants d'Amenohoakari, est en réalité un document falsifié, indiquant plutôt une descendance de la divinité marine Watatsumi. Par ailleurs, la généalogie du clan Owari mentionne Takakuraji, arrière-arrière-petit-fils de Watatsumi, comme leur ancêtre, ce qui est considéré comme leur lignée originelle.